# Platarctia souliei
Platarctia souliei là một loài bướm đêm thuộc phân họ Arctiinae, họ Erebidae.